# CIRRRCLE
CIRRRCLE（サークル）は、東京とロサンゼルスを拠点に活動する3人組のヒップホップグループ。2017年結成。

## 概要
CIRRRCLEの現ディレクターであるMariを通じて出会ったAmiide、Jyodan、A.G.Oで2017年に結成。当初はビデオグラファーやグラフィックアーティストなどの制作関係者も含めた「クリエイティブ・コレクティブ」という形で活動していたが、現在は3人でCIRRRCLEとして活動している。 グループ名の由来についてAmiideは「広い友達の輪（CIRCLE）があってその輪の中に3人がいるイメージでつけた」とインタビューなどで回答している。

## メンバー
Amiide（アミイデ）
神戸出身。ボーカル ・ ラップ 担当。映像クリエイターとしても活動しており、CIRRRCLEのMVのディレクションも手がける。
学生生活はロサンゼルスで過ごし、映画を専攻。CIRRRCLE以前はAYENというR&Bユニットを組んでいた。レズビアンを公表している。

Jyodan（ジョーダン）
アメリカ出身。ラップ担当。結成前はLOKYOというHIPHOPクルーに所属し、Amiideと曲作りをするなど交流があった。
沖縄の米軍基地で暮らした経験があり、LAに移り住んだ今も「世界でここ（日本）が素晴らしい場所だと思っている」とインタビューなどで答えている。

A.G.O（アゴー）
新潟出身。CIRRRCLEのビートメイカー。結成前は一人で曲作りをし、SoundCloudにアップするなどしていた。
普段は一般企業に務める会社員。大学でファンクに出会い、卒業後にDJ活動を開始した。国内外問わずアーティストへ楽曲提供なども行なっている。

## 来歴
・2017年3月：ファーストEP「CYCLE」をSpotify / Apple Musicにて配信開始。
・2017年7月：2nd EP「Summer Project」をリリース。
・2017年12月：「PETTY」配信開始。MVは中野ブロードウェイで撮影され、ダンサーとしてCoral Dolphinが出演。
・2018年4月：「Watch」配信開始。
・2018年6月：「Talk Too Much」配信開始。MVにダンスクルー・GANMIが参加。
・2018年8月：3rd EP「Fast Car」リリース。280万以上のフォロワーを抱えるSpotify公式プレイリスト「New Music Friday」に選出される。MVはLAで撮影。
・2018年9月：「Foreign Tingz」MV公開。
・2019年1月：初リミックス「Petty（Remix）feat.MRSHLL」をリリース。韓国のヒップホップレーベル・Feel Ghood Music所属のシンガーソングライターMRSHLLが参加。
・2019年2月：毎月新曲をリリースするプロジェクト“HAPPY Wednesdays”から第1弾「Too Fragile」をリリース。
・2019年3月：毎月新曲をリリースするプロジェクト“HAPPY Wednesdays”から第２弾「Mental Health」をリリース。

## ライブ
2018年
- 10月18日 - Spotify主催「#EarlyNoiseNight #9」＠代官山SPACE ODD
- 11月16日 - 「URBAN LAKE」
- 11月18日 -「CITY LIGHTS」＠BATICA
- 12月2日 - Spincoaster主催「SPIN.DISCOVERY vol.9」@表参道WALL&WALL
- 12月7日 - 「GATO luvsick release party」@Shibuya Glad

2019年
1月24日 - MRSHLL Presents「POSE」@SOAPseoul（韓国）
3月9日 - Qetic 主催「QETINIGHTYOUNG（ケティーナイトヤング」at Koe Hotel （東京）
3月30日 - URBAN RESERCHをはじめアパレルブランドがサポートする「ROOM」開催4周年のイベント「ROOM 4th Anniversary」（大阪）
4月10日 - Red Bull Music Festival x 88rising present: Japan Rising （東京）
5月1日  -  The Flavr Blue x CIRRRCLE x Rekstizzy at Bootleg Theatre (ロサンゼルス）